# اق تپه (کبودرآهنگ)
اق تپه (کبودرآهنگ)، روستایی از توابع بخش مرکزی شهرستان کبودرآهنگ در استان همدان ایران است.یکی از مهم ترین خانواده های این روستا که قدمت تاریخی هم دارد میتوان به (خاندان کریمی به بزرگی حاج حسین اقا کریمی ملقب به دادگستری اشاره کرد‌) این طایفه نقش بزرگی در اتحاد این روستا دارد

## جمعیت
این روستا در دهستان راهب قرار دارد و براساس سرشماری مرکز آمار ایران در سال ۱۳۸۵، جمعیت آن ۱٬۷۲۷ نفر (۴۴۵خانوار) بوده‌است.